# Leopold Okulicki
Leopold Okulicki, pseudonyme « Niedźwiadek », né le 12 novembre 1898 à Bratucice et mort assassiné dans une prison du NKVD à Moscou, probablement le 24 décembre 1946, est général de l'armée polonaise, membre des forces spéciales Cichociemni et le dernier commandant en chef de l'Armée de l'intérieur polonaise (Armia Krajowa en abrégé A.K.) pendant la Seconde Guerre mondiale. Il est l'un des dirigeants de la Résistance polonaise kidnappés par les Soviétiques et traduits devant un tribunal soviétique dans le Procès des Seize de juin 1945 où ils sont jugés et condamnés dans une grossière parodie de justice.  

## Biographie
Fils de Błażej Okulicki et Anna Korcyl, Leopold Okulicki est né à Bratucice. Le déclenchement de la Première Guerre mondiale interrompt sa scolarité au lycée à Bochnia et il n'obtiendra son baccalauréat qu'en avril 1919. 
En mai 1913, il adhère à l'Association des tirailleurs de Bochnia, une organisation sportive et paramilitaire qui deviendra une base des futures structures des Légions polonaises. Deux ans plus tard, Okulicki rejoint le 3e Régiment d'infanterie des Légions.
Après la crise de juillet 1917, au cours de laquelle le chef des légions Józef Piłsudski interdit aux soldats polonais de prêter serment de loyauté à l'empereur allemand, Okulicki est enrôlé de force dans l'armée autrichienne, dont il s'échappe en 1918. Il devient ensuite membre de la Polska Organizacja Wojskowa (Organisation militaire polonaise ou POW) qui lutte pour l'indépendance de la Pologne. Le 31 octobre 1918, il participe au désarmement des soldats autrichiens stationnés à Cracovie. En novembre 1918, il rejoint la nouvelle Armée polonaise. Il participe ensuite à la guerre polono-ukrainienne de 1919 dans les batailles pour le contrôle de Lwów. Puis, pendant la guerre soviéto-polonaise, il combat dans la région de Wołkowysk, Lida et Mołodeczno. Il est blessé à plusieurs reprises. Il est décoré pour son courage de la croix d'argent de Virtuti Militari et trois fois de la Croix de la Valeur.
Après la guerre, Okulicki est envoyé à l'École militaire supérieure de Varsovie. En 1922, il épouse Władysława Jabłonowska. Son fils unique, Zbigniew, est né de ce mariage.
Dans les années 1920 et 1930, Okulicki travaille à l'état-major général de l'armée polonaise.

### La Seconde Guerre mondiale

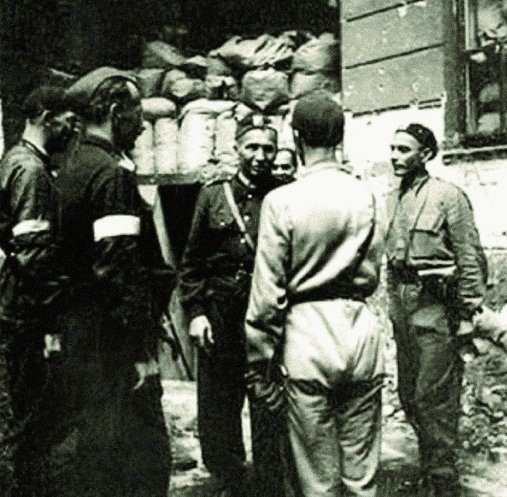
Leopold Okulicki parmi les soldats de l'Armia Krajowa pendant les combats de l'insurrection de Varsovie, 1944.

À l'heure de l'invasion allemande de la Pologne en septembre 1939, Okulicki est délégué de l'état-major au commandement de la défense de Varsovie. Pour ce fait de guerre, il reçoit la Croix d'or de Virtuti Militari. Au lendemain de la capitulation de Varsovie le 27 septembre 1939, il rejoint la résistance, d'abord au sein de Służba Zwycięstwu Polski, puis Związek Walki Zbrojnej ou ZWZ. Okulicki est le commandant du district de ZWZ à Łódź, puis à Lwów où dans la nuit du 21 au 22 janvier 1941, il est arrêté par le NKVD, déporté à Moscou est incarcéré à la prison NKVD de Loubianka, puis à Lefortowo. Il subit un interrogatoire de plusieurs mois. 

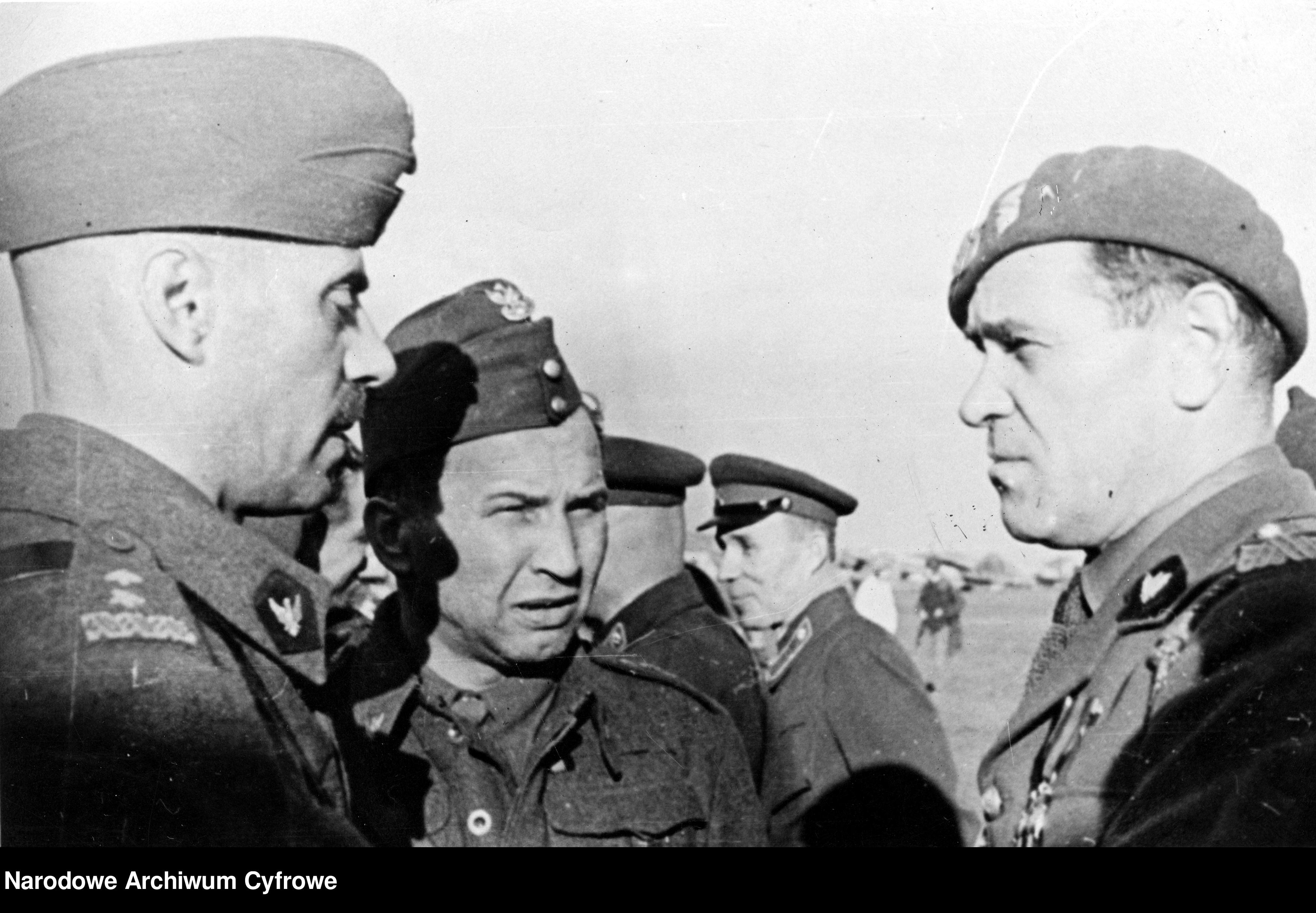
Commandants de l'armée polonaise en URSS. De gauche à droite : le commandant de l'armée, général Władysław Anders, colonel Leopold Okulicki et général Zygmunt Bohusz-Szyszko. Tockoje 1941-1942.

En août 1941, libéré à la suite des accords Sikorski-Maïski, Okulicki quitte la prison et rejoint les forces armées polonaises qui s'organisent alors en URSS. Il devient leur chef d'état-major et participe le 4 décembre 1941et le 18 mars 1942 aux entretiens du général Władysław Anders avec Joseph Staline. À partir de mars 1942, il en commande la 7e division, formée en Ouzbékistan. En août 1942, il est évacué de l'URSS vers la Perse.

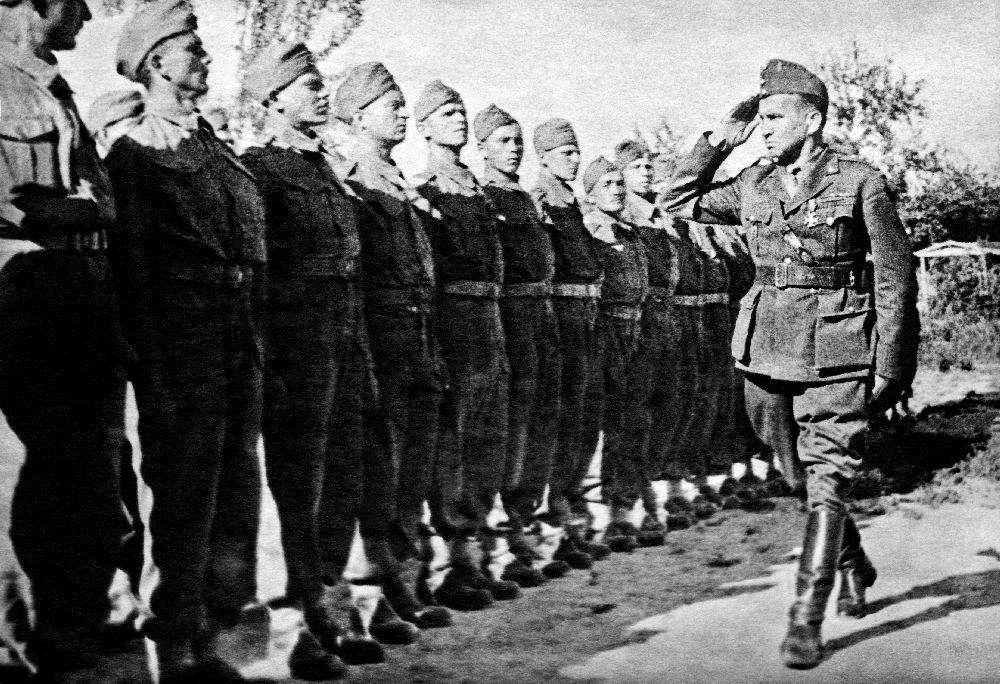
Égypte, 1943. Recrutement de soldats polonais pour l'entraînement spécial à Ostuni. La revue de l'armée par le colonel Leopold Okulicki, le commandant de la base d'entraînement des forces spéciales polonaises Cichociemni.

### Retour en Pologne occupée
De 1943 à 1944, Okulicki est versé dans la réserve. Transféré au Royaume-Uni, il organise et commande la base d'Ostunia près de Bari en Italie où sont entraînés Cichociemni, le corps d'élite des forces d’opérations spéciales polonaises. Volontaire, il est parachuté en Pologne dans le cadre de l'opération "Weller 29", menée dans la nuit du 21 au 22 mai 1944. Après son arrivée à Varsovie occupée, il travaille dans les structures de l'état major de l'Armia Krajowa, l'Armée de l'Intérieur polonaise née de la réunion de plusieurs organisations dont la ZWZ. Okulicki est partisan de l'inclusion de Varsovie dans l'Opération Tempête dont le but est de récupérer les anciens territoires polonais occupés avant l’arrivée de l’Armée rouge. 
Pendant le soulèvement de Varsovie, Okulicki assume à partir de septembre 1944, les fonctions de chef d'état-major du quartier général de l'AK. Le 1er octobre 1944, à la veille de la reddition, le commandant en chef, le général Tadeusz Bór-Komorowski, nomme Okulicki commandant de l'AK à sa place. Après la capitulation, Okulicki est envoyé au camp de Pruszków avec le reste de la population chassée de la ville. Il réussit à s'en échapper pour se rendre dans les environs de Częstochowa où il commence à reconstruire des structures de l'AK. Etant donné les difficultés de communication avec Londres, la nomination officielle d'Okulicki ne vient que le 21 décembre 1944. Le président de la République de Pologne en exil, Władysław Raczkiewicz, à la demande du Premier ministre Tomasz Arciszewski, nomme le général Leopold Okulicki commandant en chef de l'AK.
Cependant, le 19 janvier 1945, Okulicki prononce la dissolution de l'Armia Krajowa afin de protéger ses soldats des répressions du NKVD, sans donner à ces survivants d'autre testament que sa foi « en une Pologne vraiment libre et démocratique ». Il les libère de leurs serments, mais suggère qu'ils restent dans la clandestinité. Dans un ordre secret séparé, il demande de conserver la structure du réseau afin qu'elle puisse servir de base à la nouvelle organisation NIE qu'il crée avec, entre autres, le général Emil Fieldorf "Nil".

### Arrestation et procès
Contre les ordres du général Stanisław Kopański et du général Władysław Anders, Okulicki tombe dans le piège du NKVD et décide de sortir de la clandestinité. Il accepte l'invitation à des négociations politiques avec le général Ivanov (pseudonyme du général Ivan Serov) sous les garanties de sécurité du maréchal Gueorgui Joukov. Croyant aller à Londres, pour discuter avec le gouvernement polonais en exil des conditions de détente entre l'AK et les Soviétiques, Okulicki et 15 autres dirigeants de la Résistance polonaise sont kidnappés et déportés à Moscou. 
Dans le Procès des seize, il est accusé de tous les crimes, et surtout du plus ignominieux : celui d'avoir collaboré avec les nazis. Le 20 juin 1946, le procureur général Afanassiev prononce son réquisitoire contre « Les éléments fascistes responsables de la défaite de 1939, les magnats féodaux, des membres du haut commandement polonais ont cherché à creuser un fossé entre la Pologne et son alliée historique, l'Union soviétique. » . Le général Okulicki est l'un des rares accusés, à oser s'exprimer pendant le procès : « Ma seule faute fut de n'avoir pas eu confiance dans l'armée rouge et d'avoir eu confiance dans mon gouvernement. Mais il était de mon devoir de croire en mon gouvernement. J'ai réussi à mener la lutte jusqu'au bout contre les Allemands, j'ai réussi à empêcher la lutte contre l'armée rouge. J'ai accompli mon devoir envers ma patrie. ».
Okulicki est condamné à 10 ans de prison. Selon les récits de deux témoins accusés avec lui au procès, Adam Bień (militant SL) et Antoni Pajdak (activiste PPS-WRN), le général Okulicki aurait été sorti de sa cellule à la prison de la Boutyrka à Moscou à Noël 1946 et assassiné par des officiers du NKVD.
Le général Leopold Okulicki a sa tombe symbolique au cimetière Powązki à Varsovie.
Son fils unique Zbigniew, est mort le 8 juillet 1944 dans les combats du 2e Corps polonais près d'Ancône en Italie.